# Magic Mouse

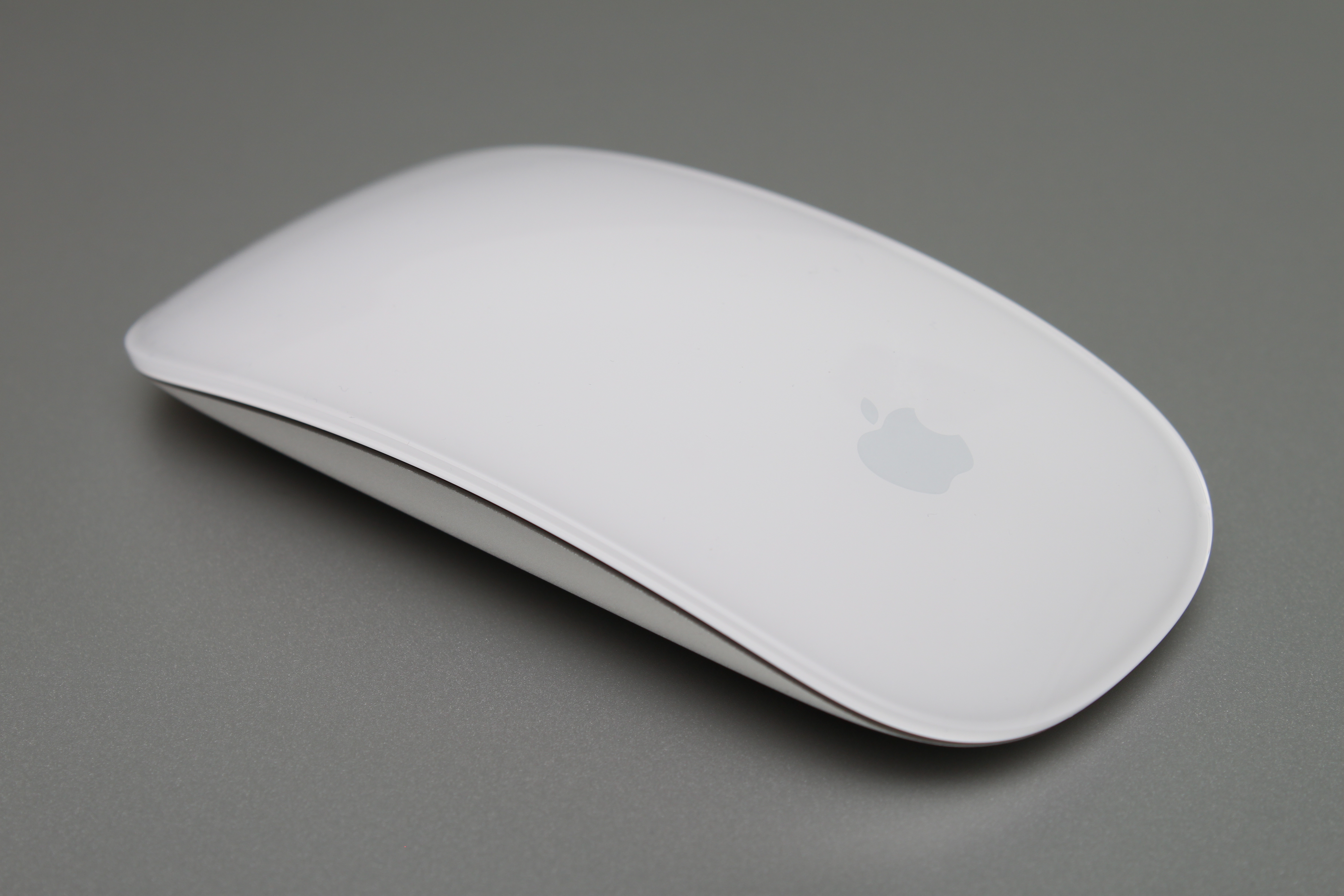

Magic Mouse är en mus som följer med varje ny Imac. Magic Mouse använder tekniken Multitouch, vilken är samma som den i Iphone. Det kräver minst Mac OS X 10.5.8. Magic Mouse ska inte förväxlas med Mighty Mouse, som varken har den nya designen eller Multitouch.